# قائمة كهوف المكسيك

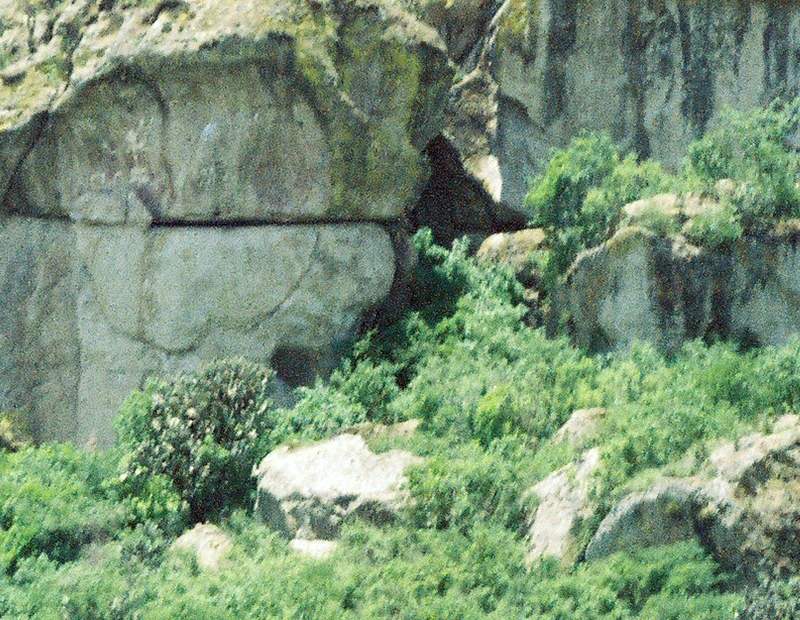
مدخل كهف غيلا ناكيتز، أواكساكا

رسم توضيحي معاصر للرسم 1 من Juxtlahuaca

هذه قائمة بالكهوف في المكسيك (ليست فقط أثرية):

## العصر القديم
- كهف قويلين ناكويتز (ولاية واهاكا، c.8000-6700BC)
- كهف نوغاليس (ولاية تاماوليباس، c. 5000-3000 BC)
- كهف كوككاتلان (وادي تهواكان، ولاية بويبلا، 5000-3400 BC)
- كهف لا بيرا (تاماوليباس، c. 3000-2200 BC)
- كهف مخيف (مرتفعات وسط المكسيك، c. 7500 BC-185 AD)[1]

## عصر ما قبل الكلاسيكية الوسطى
- جوكستلاهواكا (ولاية غيريرو، أولمك- نمط كهف الرسم)
- اوكستوتيلان (غيريرو، كهف رسم على طراز أولمك )

## أواخر عصر ما قبل الكلاسيكية
- كهف لولتون (ولاية يوكاتان، كهف رسم حضارة المايا)

## عصر ما بعد الكلاسيكية
- كهف بلانكانتش (يوكاتان، كسيبي توتيك مع تولتك-نمط المباخر)